# Schlacht bei Varlar
Die Schlacht bei Varlar, teils auch als Schlacht von Varlar bezeichnet, fand am 18. Juli 1454 nahe dem Kloster Varlar bei Coesfeld statt. Sie markierte den Höhepunkt der Münsterischen Stiftsfehde. Der für Johann V. von Hoya kämpfende Herzog Friedrich II. von Braunschweig-Lüneburg unterlag hierbei dem Kölner Erzbischof Dietrich II. von Moers und seinen Verbündeten.

## Hintergrund
Die Frage nach der Besetzung des Bischofsstuhls zu Münster, mit welchem gleichzeitig die Herrschaft über das Hochstift Münster verbunden war, führte nach dem Tode Bischofs Otto IV. zu einer von 1450 bis 1457 dauernden Auseinandersetzung zwischen den Nachfolgekandidaten Walram von Moers und Erich II. von Hoya. Diese wurden jeweils von ihren Familien und verschiedenen anderen Verbündeten unterstützt. Als wichtigster Rückhalt Walrams fungierte sein Bruder, der Kölner Erzbischof Dietrich II. von Moers. Erich erhielt Unterstützung durch seinen Bruder Graf Johann V. von Hoya. Während das Domkapitel Walram unterstützte, stand die Stadt mit ihren Gilden auf Seiten Erichs. Als wichtigster Vertreter der Hoyaschen Partei gilt jedoch Herzog Johann von Kleve, der bereits in der Soester Fehde gegen Dietrich von Moers erfolgreich gewesen war und als erbitterter Feind des Erzbischofs galt.
Die weltlichen Stände wählten Johann V. von Hoya zum Stiftsverweser, der bis zur Ernennung eines Bischofs fungieren sollte. Daraufhin brachte Johann die meisten münsterländischen Landesburgen unter seine Herrschaft, 1451 auch Burg Dülmen. Die Fehde wurde jedoch hauptsächlich in Form kleinerer Kämpfe auf dem Stiftsgebiet geführt.
1453 übertrug Johann seinem Bruder Erich die Stiftsherrschaft. Daraufhin erklärte der Utrechter Bischof Rudolf von Diepholz der Stadt Münster am 7. Juli 1453 die Fehde. Daran anschließend entbrannten Kämpfe um Vreden.
Herzog Friedrich II. war am 25. April 1454 vertraglich gegen die Zahlung von 700 Gulden zuzüglich 1000 Gulden im Siegesfall für die Dauer der Fehde auf die Seite der Hoyaschen Partei getreten. Er soll etwa zweihundert Reisige mobilisiert haben, deren Verpflegung die Stadt Münster tragen musste. Im Juni 1454 näherte sich Friedrich über das Bistum Osnabrück an und zog mit 300 Reitern in Münster ein. Ihn unterstützten Ernst von Schaumburg, der Graf von Pyrmont und ein Herr von Pleß. In der Region um Rheda kämpfte derweil Johann von Hoyas Verwandter Nikolaus von Tecklenburg erfolgreich gegen Bernhard von der Lippe. Das Heer der Hoyaschen Partei zog daraufhin plündernd durch die Grafschaft Bentheim bis Coesfeld. Unterwegs wurden die Burgen Ramsdorf und Vreden verstärkt. Im bei früheren Unternehmungen vom Feind als Aufmarschgebiet genutzten Raum Coesfeld wollte Hoya seine Gegner zur Schlacht stellen.
Dietrich von Moers leitete persönlich im Mai 1454 die Vorbereitung seiner Truppen im Vest Recklinghausen sowie in Dorsten. Aus Geldmangel lieh ihm Johann von Gemen Finanzmittel zur Entlohnung von angeworbenen Söldnern. Zudem waren zahlreiche Verpfändungen nötig, um den Feldzug zu finanzieren. Am 15. Juli 1454 sammelte sich das Heer Dietrichs von Moers und seiner Verbündeten bei Dülmen.

## Schlachtverlauf
Johann von Hoya hatte beabsichtigt, den Angriff auf Dietrichs Heer von Vreden und Horstmar aus durchzuführen, wurde aber durch dessen Aufstellung bei Dülmen zu einer Richtungsänderung gezwungen. Johann nahm am 16. Juli Aufstellung an der Landwehr bei Bösensell und Schonebeck, Truppen aus mehreren münsterländischen Städten wurden zur Verstärkung herangezogen. Dietrich von Moers hatte inzwischen mit etwa 1200 Reitern und 5000 Fußsoldaten ein befestigtes Lager bei Dülmen bezogen. Wegen dieser Überzahl des Feindes erbat Johann von Hoya brieflich Unterstützung durch Johann von Kleve. Das Heer des Herzogs, unterstützt durch die Stadt Soest, traf am 18. Juli in Ramsdorf ein. Hoya forderte den Herzog von Kleve auf, sich möglichst schnell Richtung Bösensell zu begeben. Wohl durch Kommunikationsprobleme schwenkte dieser jedoch nach Heiden ab, sodass seine entscheidenden Verstärkungen nicht mehr rechtzeitig eintrafen. Unter der Vermutung, die Gegner würden sich länger mit der Belagerung von Dülmen beschäftigen, zog Johann von Hoya daraufhin dem Herzog entgegen. Friedrich II. von Braunschweig sollte zur Sicherung des Abzuges auf das befestigte Kloster Varlar zurückziehen.
Herzog Friedrich hatte den Auftrag erhalten, sich im Kloster zu verschanzen und sich nicht zum Kampf zu stellen. Er schlug jedoch eine Wagenburg vor dem Kloster auf. Überraschend zog das feindliche Heer am 18. Juli am Hoyaschen Hauptheer vorbei in Richtung Coesfeld, wohl in Unkenntnis der feindlichen Truppenbewegungen. Als die Nachricht eintraf, ein schwächerer Teil des Gegners läge vor Varlar, ging Dietrich von Moers unmittelbar zum Angriff über.
Die etwa 600 Mann starken Braunschweigischen Truppen und ihre Verbündeten verteidigten die Wagenburg mit Armbrusten und Handbüchsen, konnten die Erstürmung dieser aber nicht verhindern. Es entwickelten sich erbitterte Nahkämpfe um die Feldbefestigung. Die Bischöfe von Köln und Utrecht sollen persönlich zu Fuß am Sturm teilgenommen haben. Im Verlauf der Kämpfe wurden die Braunschweigischen Truppen besiegt. Während der Graf von Pleß flüchtete, wurde Herzog Friedrich II. selbst gefangen genommen, ebenso ein Herr von Schaumburg, der Ritter Dietrich von Langen, zwei Ritter von der Schwenk, Otto von Schmiter, mehrere Hauptleute und 60 adelige Reiter. Die verbliebenen Truppen flüchteten in Richtung einer Landwehr, viele ertranken in deren Graben. Die Stadt Münster zählte hier 116 Tote und 90 Gefangene. Auf dem Schlachtfeld erhielten Johann und Heinrich von Gemen, Reinald von Homoet, Heinrich von Wisch, Gisbert von Bronckhorst-Batenburg und Otto von Bronckhorst-Borkelo den Ritterschlag.
Eine solche Schlacht war für eine Fehde ungewöhnlich. So schrieb ein Dortmunder Chronist, zwischen Elbe und Rhein habe seit dreihundert Jahren kein solcher Kampf mehr stattgefunden. Es sollen angeblich insgesamt 2000 Kämpfer auf beiden Seiten gefallen sein.

## Auswirkungen
Dietrich von Moers nutzte seinen Sieg nicht. Die Stadt Münster als Zentrum des Konfliktes war durch die Verluste geschwächt, Johann von Hoya und der Herzog von Kleve lagen weit entfernt. Dennoch unterließen es die Sieger, die Stadt einzunehmen. Stattdessen entbrannten im Feldlager Streitigkeiten, insbesondere um den Anspruch auf das Lösegeld für den Braunschweiger Herzog. Am 19. Juli zog man nach Coesfeld, am 20. Juli ging das Heer auseinander. Erzbischof Dietrich zog im Triumph nach Köln. Auf diese Weise wurde mutmaßlich eine vorzeitige Entscheidung der Stiftsfehde vertan.
Die Truppen des Herzogs von Kleve zogen nach Büderich ab. Johann von Hoya zog nach Münster zurück und rüstete erneut zum Kampf. Schon am 7. August wollte er wieder zu neuen Unternehmungen ausziehen, für welche er erneut Johann von Kleve um Unterstützung ersuchte. Doch auch die Feinde rüsteten erneut, schon am 13. August rückten sie auf Vreden vor, konnten jedoch in ihrem geschwächten Zustand die Stadt nicht erobern.

## Lage des Schlachtfeldes
Der genaue Ort der Schlacht bei Varlar ist nicht überliefert. Die Wagenburg muss sich jedoch in der Nähe des Klosters befunden haben. Julius von Ficker vermutet, dass das Schlachtfeld zwischen Coesfeld und Varlar auf der Heide lag. In den Quellen findet sich lediglich die Anmerkung by Vaerler up der heyde.

## Gedenkstein

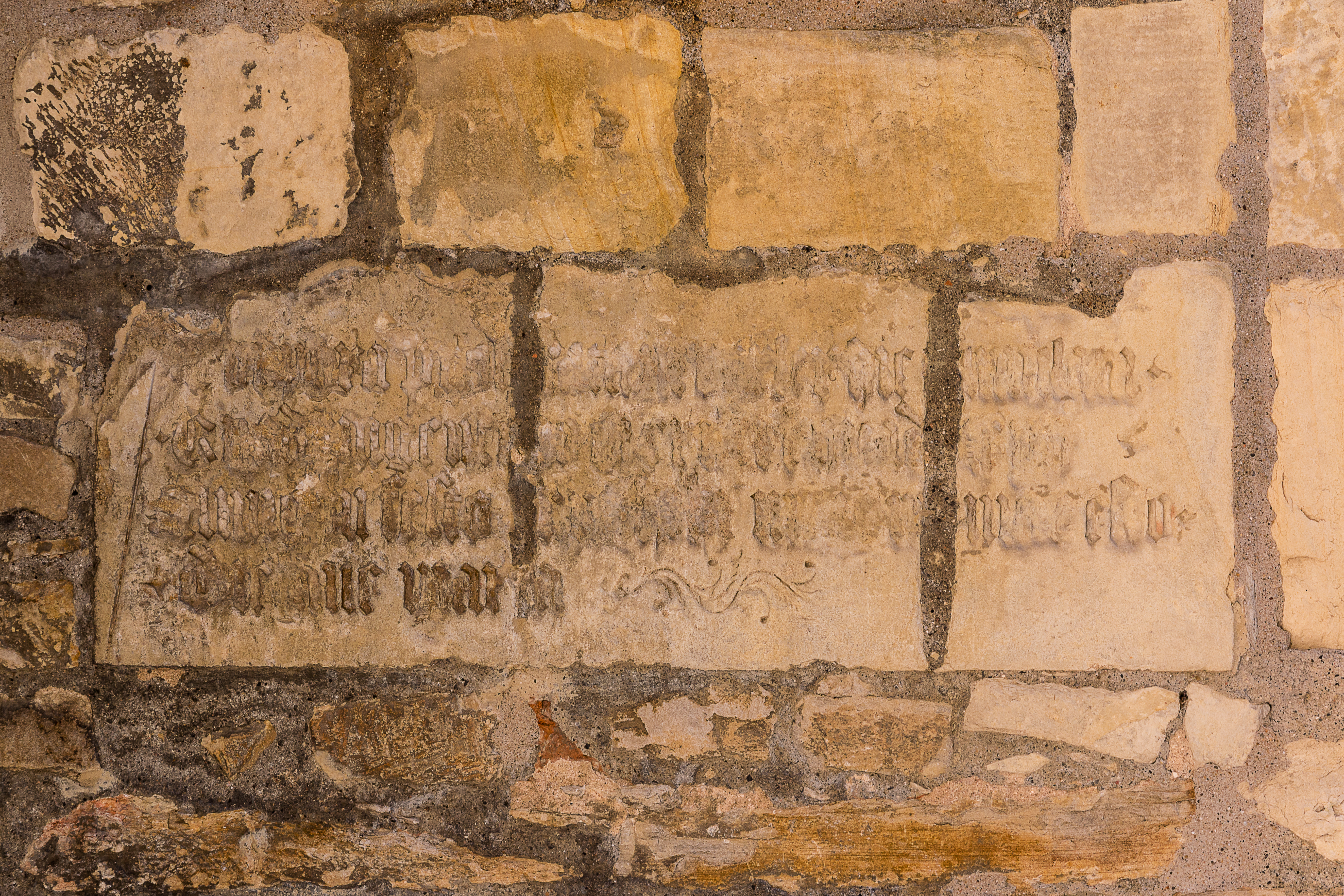
Der Varlarstein an der Apostelkirche in Münster

Die Stadt Münster verlor 116 Bürger, darunter Johann Hentepagen, den Gildemeister der Bäcker. Auch gingen der Stadt alle Geschütze, Munition, Armbrustbolzen, Harnische und sonstige Ausrüstung verloren. Die Toten bestattete man auf dem Aegidiifriedhof sowie an der Minoritenkirche. Rat und Gilden ließen an der Kirche eine steinerne Gedenktafel anbringen. Das den Erzbischof unterstützende Domkapitel hielt hingegen bis 1525 eine jährliche Messe als Siegesfeier ab, welche erst 1525 durch Beschlüsse der Landstände abgeschafft wurde. Das Memorienbuch des Domes enthält zudem einen kurzen Schlachtenbericht sowie die Namen der auf Siegerseite Gefallenen. Der noch heute erhaltene Stein an der Minoritenkirche, bei dem es sich um das älteste städtische Gefallenendenkmal handelt, trägt die Inschrift:
Corpora prostrata in Varler hic tumulata Quadringento. M. Christi. L.quadrieno Anno in festo Arnulphi. Nunc memor esto. Dic Ave Maria.
„Die Leichen der bei Varlar im Jahre Christi 1454 am Feste des Hl. Arnulf Gefallenen sind hier eingegraben. Gedenke nun dessen. Sprich ein Ave Maria.“
Der Bürger Johann Hentepagen, wohl ein Sohn des gefallenen Gildemeisters, ließ 1465 auf dem Aegidiikirchhof ein heute verlorenes Denkmal für die bei Varlar Gefallenen errichten.

## Trivia
- Der niederländische Komponist Rob Goorhuis verfasste ein als Die Schlacht bei Varlar betiteltes Musikstück für Fanfaren-Orchester.
- Am 6. August 1623 erlitt Christian von Braunschweig-Wolfenbüttel, ein Nachfahre Herzog Friedrichs, im unweit von Varlar gelegenen Lohner Bruch ebenfalls eine schwere Niederlage.